# Lakeview (Louisiane)
Pour les articles homonymes, voir Lakeview.
Lakeview est une census-designated place de la paroisse de Caddo, en Louisiane, aux États-Unis. 